# Роздільна здатність дисплея
Роздільна здатність дисплея (англ. display resolution) цифрового телебачення або комп'ютерного дисплея зазвичай виражається в кількості пікселів в кожному з вимірів, що може бути відображена. Це може бути багатозначний термін, тим паче, що роздільна здатність залежить від різних факторів в електронно-променевих трубках (ЕПТ) і плоских панелях або проєкторах, що використовують матриці з фіксованою множиною (масивом) пікселів.
Використання терміна «роздільна здатність дисплея» відносно дисплеїв із фіксованою матрицею пікселів, таких як плазмові панельні дисплеї (PDP), рідкокристалічні дисплеї (LCD), цифрові світлові проєктори (DLP), або інших схожих технологій є просто фізичною кількістю колонок та рядків пікселів, що створює дисплей.
Важливо, щоб термін «роздільна здатність» не вводив в оману. Розміри тут вимірюються в пікселях, і не мають нічого спільного з таким параметром, як роздільна здатність (густина пікселів) самого монітора, що виражається в пікселях на дюйм (англ. pixels per inch, ppi) (цифрові монітори) або кількості ліній по горизонталі (аналогові монітори).
Зазвичай його вказують як ширина × висота з одиницями вимірювання в пікселях: наприклад, 1024 × 768 означає, що ширина становить 1024 пікселів, а висота – 768 пікселів. Цей приклад зазвичай буде вимовлятися як «десять двадцять чотири на сім шістдесят вісім» або «десять двадцять чотири на сім шість вісім».

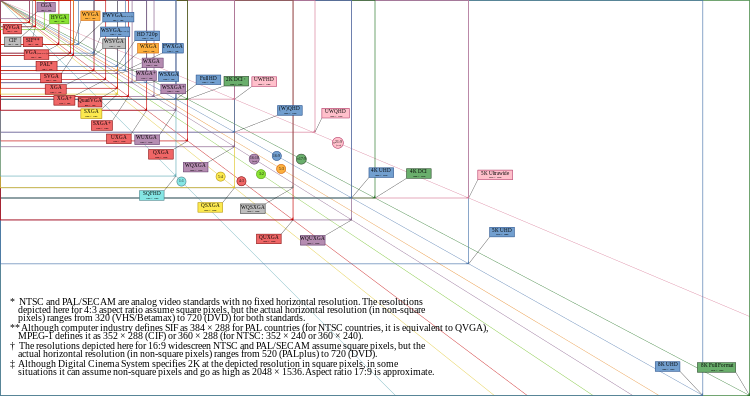
Ця діаграма показує найпоширенішу роздільну здатність дисплея, причому колір кожного типу роздільної здатності вказує на співвідношення відображення (наприклад, червоний колір позначає співвідношення 4:3).

Один із варіантів використання терміна роздільна здатність дисплея стосується дисплеїв із фіксованим масивом пікселів, таких як плазмові панелі (PDP), рідкокристалічні дисплеї (LCD), проектори з цифровою обробкою світла (DLP), OLED- дисплеї та подібні технології, і просто фізична кількість стовпчиків і рядків пікселів, що утворюють дисплей (наприклад, 1920 × 1080 ). Наслідком наявності дисплея з фіксованою сіткою є те, що для багатоформатних відеовходів усім дисплеям потрібен «механізм масштабування» (цифровий відеопроцесор, який включає масив пам’яті), щоб узгодити формат вхідного зображення з дисплеєм.
Для дисплеїв пристроїв, таких як телефони, планшети, монітори та телевізори, використання терміна роздільна здатність дисплея , як визначено вище, є неправильним, хоча й поширеним. Термін роздільна здатність дисплея зазвичай використовується для позначення розмірів у пікселях, максимальної кількості пікселів у кожному розмірі (наприклад, 1920 × 1080 ), що нічого не говорить про щільність пікселів дисплея, на якому фактично формується зображення: роздільна здатність належним чином стосується до щільності пікселів , кількості пікселів на одиницю відстані або площі, а не загальної кількості пікселів. У цифрових вимірюваннях роздільна здатність дисплея вказується в пікселях на дюйм (PPI). При аналоговому вимірюванні, якщо екран має висоту 10 дюймів, тоді горизонтальна роздільна здатність вимірюється на квадраті шириною 10 дюймів.  Для телевізійних стандартів це зазвичай вказується як «горизонтальна роздільна здатність рядків на висоту зображення»;  наприклад, аналогові телевізори NTSC зазвичай можуть відображати близько 340 рядків горизонтальної роздільної здатності «на висоту зображення» з радіоджерел, що еквівалентно приблизно 440 загальним рядкам інформації про зображення від лівого до правого краю.

## Фон

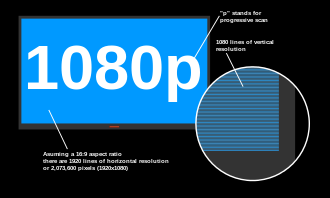
HDTV з прогресивною розгорткою 1080p, який використовує співвідношення 16:9

Деякі коментатори також використовують роздільну здатність дисплея, щоб вказати діапазон вхідних форматів, які сприйме вхідна електроніка дисплея, і часто включають формати, більші за рідний розмір сітки екрана, навіть якщо їх потрібно зменшити, щоб відповідати параметрам екрана (наприклад, прийняти 1920 × 1080 на дисплеї з власним масивом 1366 × 768 пікселів). У випадку з телевізійними вхідними сигналами багато виробників знімуть вхідний сигнал і зменшать його, щоб « розгорнути » дисплей на 5%, тому вхідна роздільна здатність не обов’язково є роздільною здатністю дисплея.
На сприйняття оком роздільної здатності дисплея може впливати низка факторів – дивіться роздільну здатність зображення та оптичну роздільну здатність . Одним із факторів є прямокутна форма екрана дисплея, яка виражається як співвідношення ширини фізичного зображення до висоти фізичного зображення. Це відоме як співвідношення сторін . Фізичне співвідношення сторін екрана та співвідношення сторін окремих пікселів можуть не обов’язково збігатися. Масив 1280 × 720 на дисплеї 16:9 має квадратні пікселі, але масив 1024 × 768 на дисплеї 16:9 має довгасті пікселі.
Приклад форми пікселя, що впливає на «роздільну здатність» або сприйману різкість: відображення більшої кількості інформації в меншій області за допомогою вищої роздільної здатності робить зображення набагато чіткішим або «різкішим». Однак найновіші екранні технології мають певну роздільну здатність; зниження роздільної здатності на таких екранах значно зменшить різкість, оскільки процес інтерполяції використовується для «виправлення» вхідної невласної роздільної здатності на виході основної роздільної здатності дисплея .
Хоча деякі дисплеї на основі ЕПТ можуть використовувати цифрову обробку відео , яка передбачає масштабування зображення за допомогою масивів пам’яті, остаточно на «роздільну здатність» дисплеїв типу ЕПТ впливають різні параметри, такі як розмір плями та фокус, астигматичні ефекти в кутах дисплея, колір люмінофорна тіньова маска (така як Trinitron ) у кольорових дисплеях і смуга пропускання відео.

## Еволюція стандартів

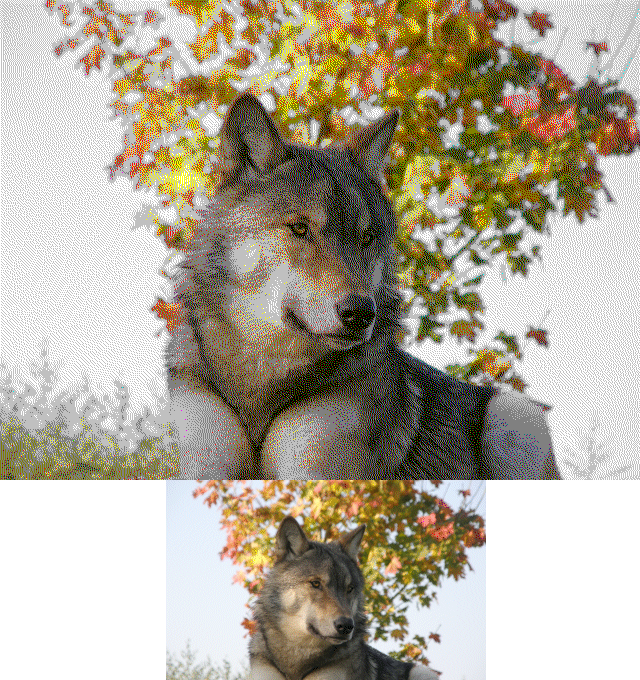
16-кольорове (верхнє) та 256-кольорове (нижнє) прогресивне зображення з VGA- карти 1980-х років. Змішування використовується для подолання обмежень кольору.

Багато персональних комп’ютерів, випущених наприкінці 1970-х і 1980-х років, були розроблені для використання телевізійних приймачів як пристроїв відображення, завдяки чому роздільна здатність залежала від використовуваних телевізійних стандартів, включаючи PAL і NTSC . Розміри зображення зазвичай обмежувалися, щоб забезпечити видимість усіх пікселів у основних телевізійних стандартах і широкому діапазоні телевізорів із різним рівнем сканування. Таким чином, фактична площа зображення, яку можна було намалювати, була дещо меншою за весь екран і зазвичай була оточена рамкою статичного кольору (див. зображення нижче). Крім того, черезрядкове сканування зазвичай пропускалося, щоб забезпечити більшу стабільність зображення, фактично удвічі зменшуючи вертикальну роздільну здатність, що виконується. 160 × 200 , 320 × 200 і 640 × 200 у NTSC були відносно поширеними роздільними здатностями в епоху (224, 240 або 256 скан-рядків також були поширеними). У світі IBM PC ця роздільна здатність стала використовуватися 16-кольоровими відеокартами EGA .
Одним із недоліків використання класичного телевізора є те, що роздільна здатність дисплея комп’ютера вища, ніж може розшифрувати телевізор. Роздільна здатність кольоровості для телевізорів NTSC/PAL обмежена смугою пропускання до 1,5  МГц або приблизно 160 пікселів у ширину, що призводило до розмитості кольорів для сигналів шириною 320 або 640 і ускладнювало читання тексту (див. приклад зображення нижче). ). Багато користувачів перейшли на телевізори вищої якості з входами S-Video або RGBI , які допомогли усунути розмиття кольору та створити більш чіткі дисплеї. Найперше, найдешевше рішення проблеми кольоровості було запропоновано у відеокомп’ютерній системі Atari 2600 та Apple II+ , обидва з яких пропонували можливість вимкнути колір і переглянути застарілий чорно-білий сигнал. На Commodore 64 GEOS відобразив метод Mac OS із використанням чорно-білого кольору для покращення читабельності.

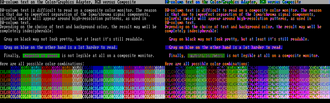
Дисплей 640 × 200, створений монітором (ліворуч) і телевізором (праворуч)

Роздільна здатність 640 × 400i ( 720 × 480i з вимкненими рамками) вперше була представлена на домашніх комп’ютерах, таких як Commodore Amiga , а пізніше Atari Falcon. Ці комп’ютери використовували черезрядкову розгортку для підвищення максимальної вертикальної роздільної здатності. Ці режими підходили лише для графіки чи ігор, оскільки мерехтливе переплетення ускладнювало читання тексту в текстовому процесорі, базі даних чи електронних таблицях. (Сучасні ігрові консолі вирішують цю проблему шляхом попередньої фільтрації відео 480i до нижчої роздільної здатності. Наприклад, Final Fantasy XII страждає від мерехтіння, коли фільтр вимкнено, але стабілізується після відновлення фільтрації. Комп’ютери 1980-х років не мали достатньої потужності. для запуску аналогічного програмного забезпечення для фільтрації.)

На цьому зображенні початкового екрана Commodore 64 область виходу з екрану (світліша межа) була б ледь помітною, якщо її показувати на звичайному телевізорі.

Перевага 720 × 480i надсканованого комп’ютера полягала в простому інтерфейсі з черезрядковою телепрограмою, що призвело до розробки відеотостера Newtek . Цей пристрій дозволив використовувати Amigas для створення CGI у різних відділах новин (наприклад, накладання погоди), драматичних програмах, таких як seaQuest NBC та Babylon 5 WB .
У світі ПК вбудовані графічні чіпи IBM PS/2 VGA (багатоколірні) використовували нечерезрядкову (прогресивну) роздільну здатність 640 × 480 × 16 кольорів, яку було легше читати і, отже, більш корисною для офісної роботи. Це була стандартна роздільна здатність з 1990 до приблизно 1996. [ потрібне цитування ] Стандартна роздільна здатність становила 800 × 600 приблизно до 2000 року. Microsoft Windows XP , випущена в 2001 році, була розроблена для роботи в мінімальному розмірі 800 × 600 , хоча можна вибрати вихідний розмір 640 × 480 у вікні додаткових параметрів.
Програми, розроблені для імітації старішого апаратного забезпечення, такого як Atari, Sega або ігрові консолі Nintendo (емулятори), коли приєднуються до мультисканованих ЕПТ, зазвичай використовують набагато нижчу роздільну здатність, наприклад 160 × 200 або 320 × 400 для більшої автентичності , хоча інші емулятори скористалися перевагами розпізнавання пікселізації на колі, квадраті, трикутнику та інших геометричних об’єктах із меншою роздільною здатністю для більш масштабованого векторного рендерингу. Деякі емулятори при вищій роздільній здатності можуть навіть імітувати решітку діафрагми та тіньові маски моніторів з електронно-променевою трубкою.
У 2002 році 1024 × 768 eXtended Graphics Array була найпоширенішою роздільною здатністю дисплея. Багато веб-сайтів і мультимедійних продуктів було змінено з попереднього формату 800 × 600 на макети, оптимізовані для 1024 × 768 .
Доступність недорогих РК-моніторів зробила роздільну здатність 5∶4 із співвідношенням сторін 1280 × 1024 більш популярною для використання на настільних комп’ютерах у першому десятилітті 21 століття. Багато користувачів комп’ютерів, включаючи користувачів САПР , художників-графіків і гравців у відеоігри, використовували свої комп’ютери з роздільною здатністю 1600 × 1200 ( UXGA ) або вище, наприклад 2048 × 1536 QXGA , якщо вони мали необхідне обладнання. Інші доступні роздільні здатності включали великі розміри, як-от 1400 × 1050 SXGA+ , і широкі аспекти, як-от 1280 × 800 WXGA , 1440 × 900 WXGA+ , 1680 × 1050 WSXGA+ і 1920 × 1200 WUXGA ; Монітори, створені за стандартом 720p і 1080p, також не були чимось незвичайним серед домашніх медіа-плеєрів і програвачів відеоігор завдяки ідеальній сумісності екрана з випусками фільмів і відеоігор. У 2007 році для 30-дюймових РК-моніторів була випущена нова роздільна здатність більше ніж HD 2560 × 1600 WQXGA .
У 2010 році кілька виробників випустили 27-дюймові РК-монітори з роздільною здатністю 2560 × 1440 , а в 2012 році Apple представила дисплей 2880 × 1800 на MacBook Pro . Панелі для професійних середовищ, таких як медичне використання та управління повітряним рухом, підтримують роздільну здатність до 4096 × 2160  (або, більш актуально для диспетчерських, 1∶1 2048 × 2048 пікселів). 

## Оверскан і недоскан
Основна стаття: Оверскан
Більшість виробників телевізійних дисплеїв «розгортають» зображення на своїх дисплеях (кінескопах і плазмових панелях, РК-дисплеях тощо), так що ефективне зображення на екрані може бути зменшено з 720 × 576 (480) до 680 × 550 (450), наприклад. . Розмір невидимої області дещо залежить від пристрою відображення. Деякі HD-телевізори також роблять це, у подібній мірі.
Комп’ютерні дисплеї, у тому числі проектори, як правило, не мають надмірного сканування, хоча багато моделей (зокрема ЕПТ-дисплеї) дозволяють це. ЕПТ-дисплеї, як правило, мають недостатнє сканування в стандартних конфігураціях, щоб компенсувати зростаючі спотворення в кутах.
Черезстрокова розгортка проти прогресивної розгортки
Черезрядкова розгортка відео (також відома як черезрядкова розгортка) — це техніка подвоєння частоти кадрів, що сприймається відеодисплеєм, без споживання додаткової смуги пропускання. Черезрядковий сигнал містить два поля відеокадру, знятих послідовно. Це покращує сприйняття руху для глядача та зменшує мерехтіння, використовуючи перевагу явища фі.
Європейська мовна спілка виступає проти черезстрокової розгортки відео у виробництві та мовленні. Основний аргумент полягає в тому, що незалежно від того, наскільки складним може бути алгоритм деінтерлейсингу, артефакти в черезрядковому сигналі неможливо повністю усунути, оскільки частина інформації втрачається між кадрами. Незважаючи на аргументи проти, організації з телевізійних стандартів продовжують підтримувати переплетення. Він все ще включений до цифрових форматів передачі відео, таких як DV, DVB і ATSC. Нові стандарти стиснення відео, такі як High Efficiency Video Coding, оптимізовані для відео з прогресивною розгорткою, але іноді підтримують відео через розгортку.
Прогресивне сканування (інша назва — безчергове сканування) — це формат відображення, зберігання або передачі рухомих зображень, у якому всі лінії кожного кадру малюються послідовно. Це відрізняється від черезрядкового відео, яке використовується в традиційних аналогових телевізійних системах, де лише непарні рядки, а потім парні рядки кожного кадру (кожне зображення називається відеополем) малюються по черзі, так що використовується лише половина кадрів фактичного зображення. створювати відео.

## 'Загальна роздільна здатність дисплея
| Стандарт | Співвідношення сторін | Ширина (піксель) | Висота (піксель) | Мегапікселі | Статистика у Steam (%) | Статистика у StatCounter (%) |
| -------- | --------------------- | ---------------- | ---------------- | ----------- | ---------------------- | ---------------------------- |
| nHD      | 16:9                  | 640              | 360              | 0,230       | Н/З                    | 0,47                         |
| VGA      | 4:3                   | 640              | 480              | 0,307       | Н/З                    | Н/З                          |
| SVGA     | 4:3                   | 800              | 600              | 0,480       | Н/З                    | 0,76                         |
| XGA      | 4:3                   | 1024             | 768              | 0,786       | 0,38                   | 2,78                         |
| WXGA     | 16:9                  | 1280             | 720              | 0,922       | 0,36                   | 4,82                         |
| WXGA     | 16:10                 | 1280             | 800              | 1,024       | 0,61                   | 3,08                         |
| SXGA     | 5:4                   | 1280             | 1024             | 1,311       | 1,24                   | 2,47                         |
| HD       | ≈16:9                 | 1360             | 768              | 1,044       | 1,55                   | 1,38                         |
| HD       | ≈16:9                 | 1366             | 768              | 1,049       | 10,22                  | 23,26                        |
| WXGA+    | 16:10                 | 1440             | 900              | 1,296       | 3,12                   | 6,98                         |
| Н/З      | 16:9                  | 1536             | 864              | 1,327       | Н/З                    | 8,53                         |
| HD+      | 16:9                  | 1600             | 900              | 1,440       | 2,59                   | 4,14                         |
| UXGA     | 4:3                   | 1600             | 1200             | 1,920       | Н/З                    | Н/З                          |
| WSXGA+   | 16:10                 | 1680             | 1050             | 1,764       | 1,97                   | 2,23                         |
| FHD      | 16:9                  | 1920             | 1080             | 2,074       | 64,81                  | 20,41                        |
| WUXGA    | 16:10                 | 1920             | 1200             | 2,304       | 0,81                   | 0,93                         |
| QWXGA    | 16:9                  | 2048             | 1152             | 2,359       | Н/З                    | 0,51                         |
| QXGA     | 4:3                   | 2048             | 1536             | 3,145       |                        |                              |
| UWFHD    | ≈21:9                 | 2560             | 1080             | 2,765       | 1,13                   | Н/З                          |
| QHD      | 16:9                  | 2560             | 1440             | 3,686       | 6,23                   | 2,15                         |
| WQXGA    | 16:10                 | 2560             | 1600             | 4,096       | <0.58                  | <2,4                         |
| UWQHD    | ≈21:9                 | 3440             | 1440             | 4,954       | 0,87                   | Н/З                          |
| 4K UHD   | 16:9                  | 3840             | 2160             | 8,294       | 2,12                   | Н/З                          |
| інші     |                       |                  |                  |             | 2,00                   | 15,09                        |

Останніми роками співвідношення сторін 16:9 стало більш поширеним на дисплеях ноутбуків, і 1366 × 768 ( HD ) стало популярним для більшості недорогих ноутбуків, тоді як 1920 × 1080 ( FHD ) і більш висока роздільна здатність доступна для більш преміальних ноутбуків. .
Коли роздільна здатність дисплея комп’ютера встановлена вище, ніж роздільна здатність фізичного екрана ( власна роздільна здатність ), деякі відеодрайвери роблять віртуальний екран прокручуваним поверх фізичного екрана, таким чином реалізуючи двовимірний віртуальний робочий стіл із вікном перегляду. Більшість виробників РК-дисплеїв звертають увагу на власну роздільну здатність панелі, оскільки робота з невласною роздільною здатністю на РК-дисплеях призведе до гіршого зображення через випадання пікселів для підгонки зображення (при використанні DVI) або недостатню дискретизацію аналогового сигналу. (при використанні роз’єму VGA). Мало хто з виробників електронно-променевих трубок зазначатиме справжню власну роздільну здатність, оскільки ЕПТ є аналоговими за своєю природою і можуть змінювати розмір дисплея від 320 × 200 (емуляція старих комп’ютерів чи ігрових консолей) до настільки високого, наскільки це дозволяє внутрішня плата, або зображення. стає надто деталізованим, щоб вакуумна трубка могла його відтворити (тобто аналогове розмиття). Таким чином, ЕПТ забезпечують змінність роздільної здатності, яку не можуть забезпечити РК-монітори з фіксованою роздільною здатністю.

## Можлива технічна назва
ДРІБНІСТЬ, -ості, ж. Термін зазвичай застосовується до цифрових зображень, хоча його можна застосувати, наприклад, для опису рівня грануляції фотоплівки, фотопаперу чи іншого фізичного носія зображення. Вища роздільна здатність зображення означає, що воно детальніше, має більшу кількість деталей.

Стандартні роздільні здатності